# Lasica
Lasica (Mustela nivalis) je vrsta zvijeri iz roda Mustela, porodice kuna (Mustelidae).

## Opis
Lasice su vitke životinje s dugim repom i kratkim nogama, što im omogućava da prate svoj plijen, najčešće sitne glodavce, do njihova skloništa. Pored sitnih glodavaca, lasice se hrane i zečevima. Krzno im je crvenkastosmeđe, svjetlije nego kod većine životinja njihovog roda; u sjevernim krajevima boja njihovog krzna zimi potpuno pobijeli, što ih čini skoro nevidljivima na snijegu (zato se u nekim krajevima nazivaju snježnim lasicama, a u Norveškoj i Švedskoj "snježnim miševima"). Rijetko dostižu dužinu preko 23 cm.
Lasice naseljavaju sjeverne krajeve Europe, Azije i Sjeverne Amerike, osim Islanda, Irske i istočne Kanade. Najjužnija staništa lasica se nalaze u sjevernoj Africi. Također, čovjek ih je donio sa sobom i na Novi Zeland. 
Obično žive u blizini seoskih imanja, livadama, na rubovima šuma i sl. U Europi lasice obično žive u istim područjima kao i njihova bliska vrsta, hermelin, koji je nešto krupniji, ali jako sličan.
Iako su uglavnom aktivne noću, lasice se ponekad mogu susresti i danju. Žive samotnjačkim životom. Ženke se mogu pariti više puta godišnje, ako ima hrane u izobilju.

## Vanjske poveznice
- Weasel, Mustela nivalis